# Monnow Bridge
Die Monnow Bridge (walisisch: Pont Trefynwy) in Monmouth, Wales, ist die einzige im Vereinigten Königreich erhalten gebliebene mittelalterliche befestigte Flussbrücke, deren Torturm noch auf der Brücke steht.
Sie überbrückt den Fluss Monnow etwa 500 m oberhalb seiner Einmündung in den River Wye. Die heute nur von Fußgängern genutzte Brücke ist ein staatlich geschütztes Scheduled monument und von der Denkmalbehörde als Grade-I gelistet.

## Brücke und Torturm im 13. und 14. Jahrhundert
Die Brücke wurde im späten 13. Jahrhundert erbaut, für das herkömmlich angenommene Baujahr 1272 gibt es keine belegbaren Anhaltspunkte. Das Bauwerk ersetzte eine ältere hölzerne Überführung. Hochwasserschutzarbeiten im Jahr 1988 legten Reste der hölzernen Brücke direkt unter der steinernen Konstruktion frei, und dendrochronologische Untersuchungen ergaben, dass das Holz von Bäumen stammte, die zwischen 1123 und 1169 gefällt worden waren. Einige Quellen lassen vermuten, dass die Brücke und die nahegelegene Kirche St Thomas the Martyr während der Schlacht von Monmouth (1233) zwischen Anhängern König Heinrichs III. und Truppen Earl Richard Marshals durch Feuer beschädigt wurden.
Die dreibogige Brücke besteht aus Old-Red-Sandstein, die sechskantigen Pfeiler sind als Eisbrecher ausgebildet. Der Torturm, Monnow Gate genannt, der der Brücke ihr markantes und nennenswertes Aussehen gibt, wurde Ende des 13., Anfang des 14. Jahrhunderts errichtet, nur wenige Jahre nach dem Bau der Brücke. 1297 erhob König Eduard I., auf Anfrage seines Neffen Henry Plantagenet, eine Mauersteuer („murrage“) zugunsten von Monmouth. Dies erlaubte es den Bürgern, Stadtmauern und Tore zum Schutz und zur Verteidigung zu errichten. 1315 war der Bau noch nicht abgeschlossen oder reparaturbedürftig, da die vorherige Regentschaft am 1. Juni 1315 ausgewechselt worden war. Zu dieser Zeit ging es auf der Brücke enger zu als heute, da der gesamte Verkehr durch nur einen Durchgang gelangen und unter einem Fallgatter (die Nuten zum Herunterlassen sind immer noch sichtbar) hindurch musste. Die auffällig gewölbten Maschikulis wurden zu einem unbekannten Zeitpunkt im Mittelalter hinzugefügt, möglicherweise gegen Ende des vierzehnten Jahrhunderts.
Nach Ansicht des Heimatforschers Keith Kissack war das Tor nicht zu Verteidigungszwecken geeignet, da der Monnow flussaufwärts leicht durchschritten werden konnte. Dennoch nutzte er nicht nur der anglonormannischen Stadtbevölkerung bei Angriffen der Waliser aus den umliegenden Gegenden, sondern diente auch als Grenze, um Markthändler bezollen zu können. Zölle wurden in den Patent Rolls von 1297 und 1315 zugelassen und daraufhin in Stadtrechten verankert.

## Folgende Nutzung und Baugeschichte

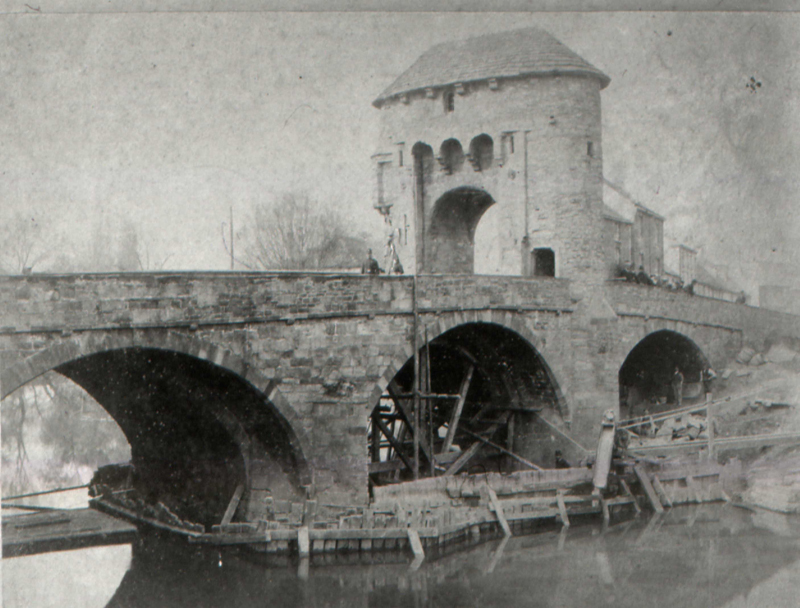
Die Brücke 1842 während Reparaturen (Blick von Südwesten)

Weder die Stadt Monmouth noch das Monmouth Castle wurden während des walisischen Unabhängigkeitsaufstands unter Owain Glyndŵr angegriffen. Die nahegelegenen Orte Abergavenny und Grosmont wurden jedoch bei dieser, später als Glyndŵr Rising bezeichneten Rebellion gegen die englische Krone, niedergebrannt. Monmouth litt unter der Verwüstung seiner umliegenden Gebiete. Mehr als zwei Jahrhunderte später, während des englischen Bürgerkrieges, wechselte die Stadt mehrmals den Besitzer. 1645 war die Brücke Schauplatz für ein kleines Gefecht zwischen königstreuen „Cavaliers“ von Raglan Castle und Anhängern des Parlaments, sogenannten Roundheads unter Colonel Kirle. 1705 wurden Instandhaltungsarbeiten an der Brücke durchgeführt. Die ursprüngliche Festungsmauer wurde mit massiven Wänden ersetzt und der Torturm mit Holzanbauten um ein zweigeschossiges Gebäude erweitert, das auf den Fluss hinausragte. Das Haus wurde an einen nun dort ansässigen Torhüter vermietet, der sich um Reparatur und Aufrechterhaltung des Gebäudes kümmerte. Ein Teil des Gebäudes wurde noch als örtliche Arrestzelle verwendet, und sowohl Brücke als auch Torturm wurden zwischen 1771 und 1775 umfassend ausgebessert. Das Haus wurde schon vor 1804 nicht mehr als Wohnhaus genutzt.
Der Anbau wurde daraufhin 1815 wieder entfernt und 1819 wurde auf der Seite flussaufwärts ein Fußgängerdurchgang durch den Torturm geschlagen, um die Verkehrssituation zu beruhigen. Vor 1830 gehörte der Torturm der Monmouth Corporation, wurde dann aber im Zuge eines Besitzaustausches formal dem Duke of Beaufort übertragen. Das Dach des Torturmes wurde 1832 mit einer tieferen Dachtraufe und vier dekorativen Konsolen auf jeder Seite wieder aufgebaut. 1845 wurde ein zweiter Fußgängerdurchgang in die flussabwärts gerichtete Seite des Torturmes geschlagen. Seitdem wurde die Struktur des Gebäudes, abgesehen von regelmäßiger Instandhaltung und Reparatur, nicht mehr verändert. Im Jahr 1900 gingen die Eigentumsrechte an das Monmouthshire County Council über, wie man auf einer Messingplakette am Torturm noch sehen kann.
Bis in die Mitte des 19. Jahrhunderts war der Torturm Schauplatz von jährlich stattfindenden Kämpfen, sogenannten „muntlings“, zwischen rivalisierenden Banden aus dem oberen Stadtteil, dem Hauptteil von Monmouth, und Banden aus Overmonnow, auch „Cappers' Town“ genannt, da dort traditionell die Hersteller der wollenen Mützen, der Monmouth caps, wohnten. Die Zusammenstöße fanden am 1. und 29. Mai statt, wobei sich die Jugendlichen mit Reisigbesen („muntles“) bewaffneten, die mit Steinen verstärkt wurden. Diese Ausschreitungen wurden 1858 verboten.

## Ins 20. Jahrhundert

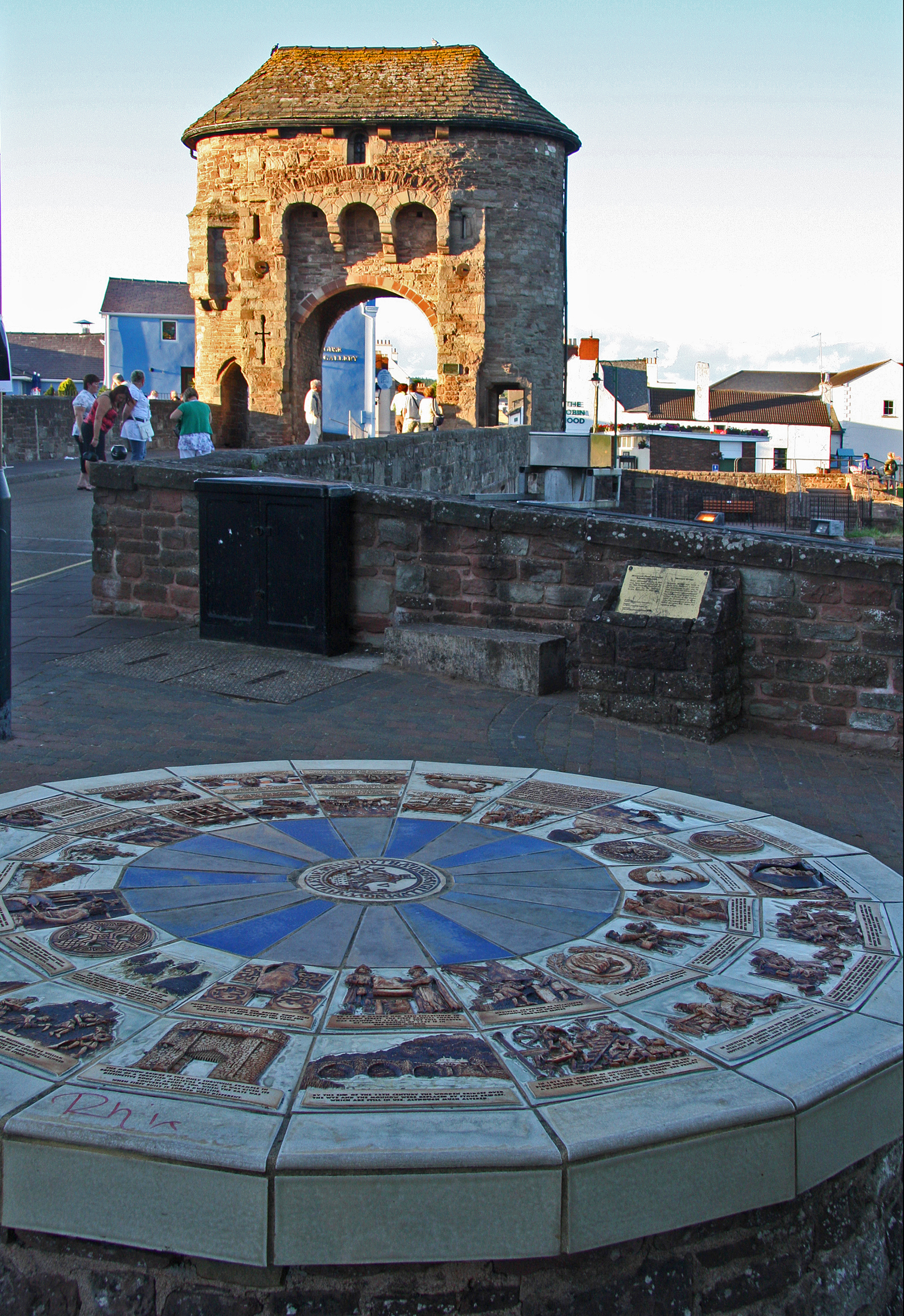
Der Millennium Plinth

Von 1889 bis 1902 wurden umfangreiche Denkmalschutzarbeiten an der Brücke durchgeführt. Um einen möglichen Einsturz des Torturmes zu verhindern, wurden auf halber Höhe zwei Metallstäbe eingelassen, um die beiden Fronten des Torturmes zu verbinden. Die vier runden Endplatten der beiden Streben sind noch sichtbar. 1892 begannen Arbeiten an den Bögen und Pfeilern der Brücke, nachdem festgestellt worden war, dass Erosion im Flussbett die Pfeiler unterspült hatte. Diese langjährigen Restaurierungsarbeiten wurden mit der Instandsetzung der Außenwand des Torturmes von Mitte der 1890er bis 1897 abgeschlossen. Es wurden Dachrinnen und Fallrohre ergänzt, stark erodierter Stein wurde mit Quadern aus Old-Red-Sandstein ersetzt, und der kreuzförmigen Schießscharte auf der linken Vorderseite des Gebäudes wurde ein symmetrisches Erscheinungsbild gegeben. Im April 1893 wurde von der Stadtverwaltung die erste Straßenlaterne auf der Brücke installiert. In den späten 1920er Jahren wurde der obere Bereich mit zweilampigen elektrischen Leuchten ersetzt. In den 1960er Jahren wurde die Leuchte ganz entfernt und seit 1991 wird die Brücke mit Flutlicht angestrahlt.
Die Zunahme des Verkehrs im 20. Jahrhundert, und die daraus resultierenden häufigeren Unfälle und Verkehrsüberlastungen auf einer Straße, die in der Mitte der Brücke leicht erhöht ist, so schlechte Einsicht ermöglicht, und auch nur enge Zufahrtsstraßen bietet, führte zu vermehrten Forderungen nach einer Umgehung der Brücke. Das Bauwerk wurde erstmals 1923 formell als Baudenkmal anerkannt, und Vorschläge für eine neue Straßenbrücke wurden etwa zur gleichen Zeit gemacht. Die 1965/66 fertiggestellte Fernstraße A40 von London nach Fishguard am Atlantik führte zu einer erheblichen Verkehrsentlastung in Monmouth. Ein Entwurf der Kreisverwaltung Monmouth zur Gestaltung der Innenstadt 1981 beinhaltete eine neue Brücke. Ein schwerer Unfall am 18. Mai 1982, bei dem ein Doppeldeckerbus versucht hatte, stadteinwärts zu fahren, führte zu einer Sperrung der Brücke für einen Monat, in dem umfangreiche Reparaturarbeiten durchgeführt wurden.
Eine Machbarkeitsstudie des Ingenieurbüros Ove Arup and Partners 1999 für eine neue Brücke weiter entfernt von der Monnow Bridge führte zu keinem Ergebnis. Dennoch wurde am 15. März 2004 schließlich eine neue Brücke über den Monnow für den Ortsverkehr fertiggestellt. Die alte Brücke wurde nun zur Fußgängerbrücke erklärt. Die Baumaßnahme zur neuen Brücke führte jedoch auch zum Abriss des alten Viehmarktes. Zur Feier des neuen Jahrtausends wurde von der Stadtverwaltung am Zugang der Brücke der „Millennium Plinth“, ein Keramikmosaik, aufgestellt. Das runde Mosaik auf einem Steinsockel besteht aus 40 Fliesen, die über 2000 Jahre lokaler Geschichte illustrieren.
Das Abbild der Brücke gilt als Symbol der Stadt (siehe die Abbildung im Comicroman The Interactives). Die Monnow Bridge gehört wie 24 weitere Sehenswürdigkeiten in der Stadt zum örtlichen Tourismuspfad Monmouth Heritage Trail.

Bilder
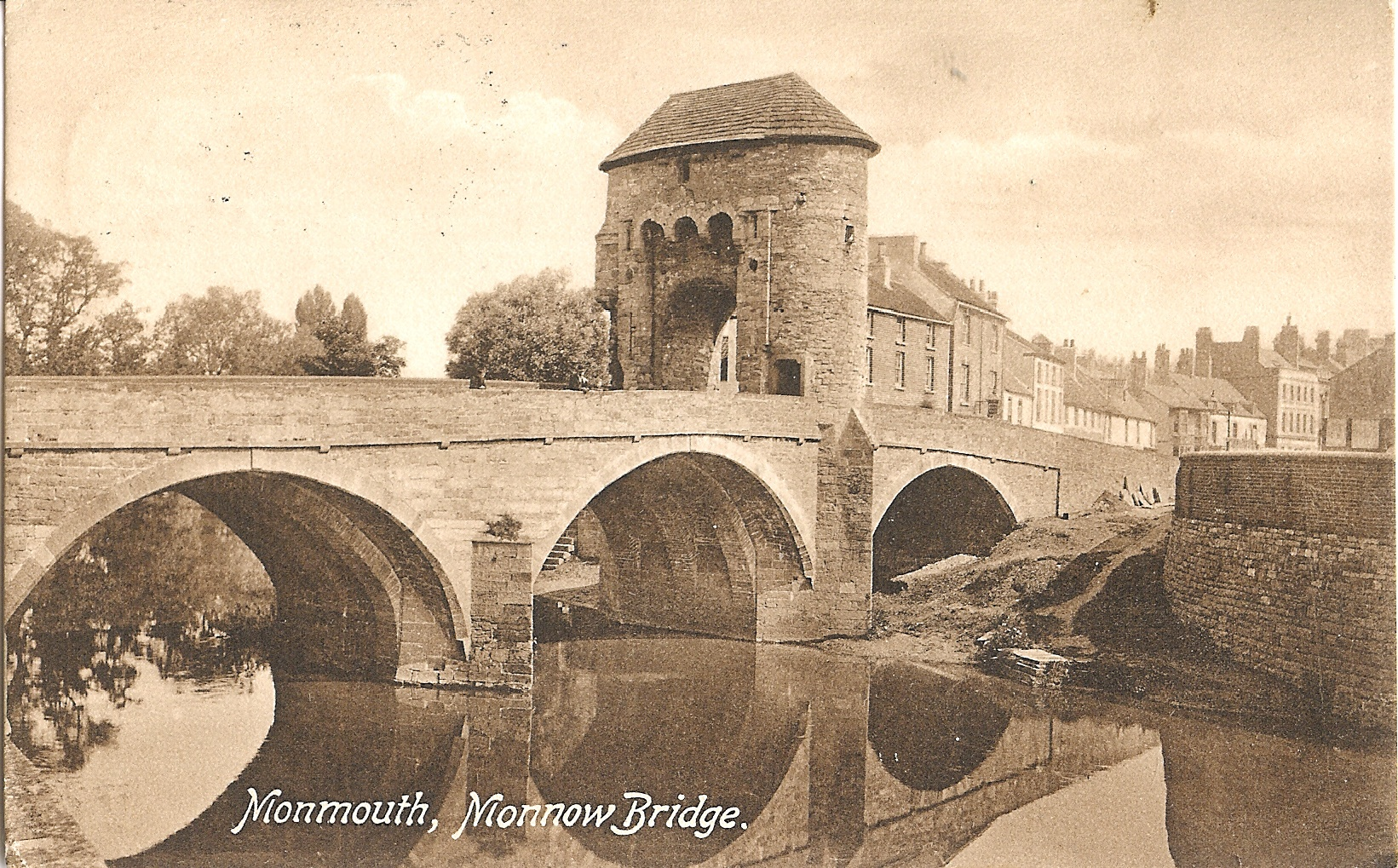
Monnow Bridge und Torturm, 1915
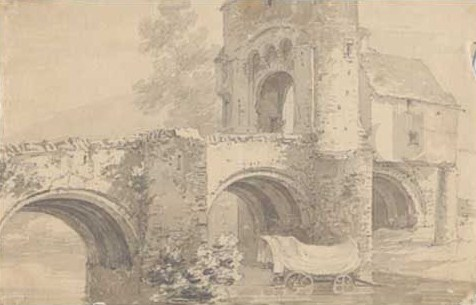
The Monnow Bridge, Stich nach einer kolorierten Bleistiftzeichnung, Thomas Hearne, 1780er
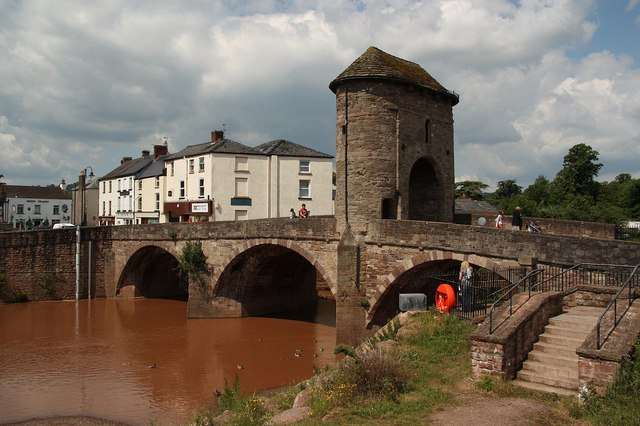
Die Brücke von Osten gesehen
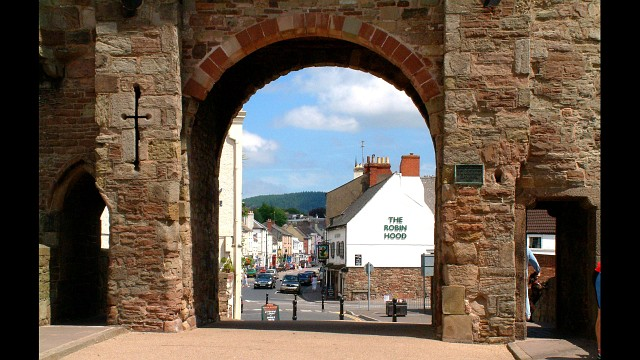
Blick ostwärts durch den Torbogen Richtung Stadtzentrum
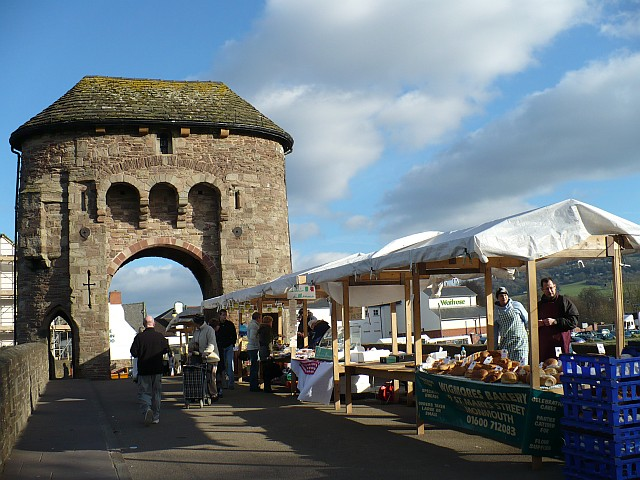
Bauernmarkt auf der Fußgängerbrücke, 2008
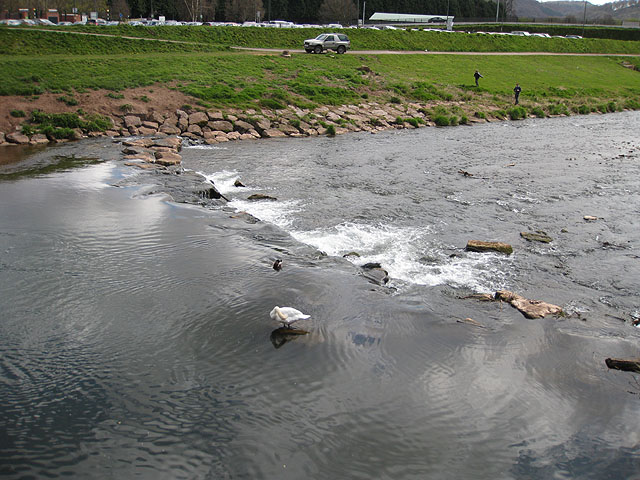
Wehr unter der Monnow Bridge
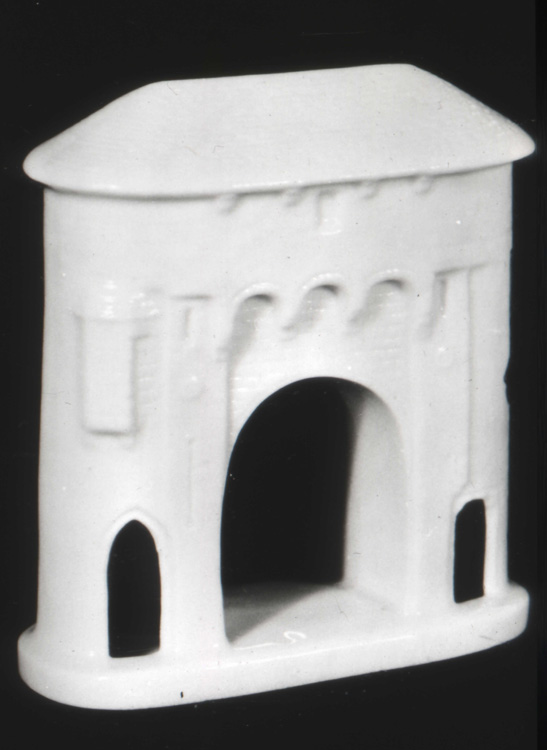
Porzellanmodel, 1970
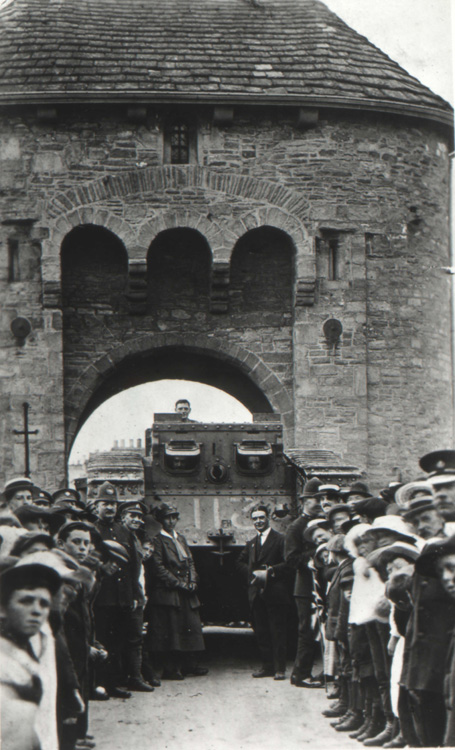
5. Juli 1918: Panzer 'Julian' in der War Savings campaign. Der Panzer kam per Eisenbahn und wurde in einem Umzug zum Agincourt Square gebracht.
Der Torturm im Comicroman The Interactives, 2012